# Cambodia Bayon Airlines
Nội dung của bài viết này được dịch từ bản tiếng Anh tại Cambodia Bayon Airlines; vui lòng đọc lịch sử của trang đó để có thêm thông tin.
Cambodia Bayon Airlines  (tiếng Khmer: អាកាសចរណ៍ កម្ពុជា បាយ័ន/បាយ័នអ៊ែរឡាញ) là một hãng hàng không có trụ sở ở Sân bay quốc tế Phnôm Pênh, Phnôm Pênh, Campuchia. Hãng thuộc sở hữu toàn bộ của Bayon Airlines Holding Ltd., công ty này lại thuộc sở hữu của hãng hàng không Joy Air, Trung Quốc. Hãng được đăng ký thành lập vào tháng 4 năm 2014.  Giấy phép hoạt động hàng không được cấp vào tháng 12 năm 2014, hãng đã thực hiện chuyến bay đầu tiên vào ngày 31 tháng 12 năm 2014. Sân bay căn cứ đầu tiên của Cambodia Bayon Airlines được đặt tại Phnôm Pênh. Hãng cũng thường thực hiện các hoạt động của sân bay căn cứ tại Sân bay quốc tế Xiêm Riệp, Sihanoukville, Sân bay quốc tế Tân Sơn Nhất.

## Lịch sử
Cambodia Bayon Airlines được hình thành năm 2014 từ mong muốn đầu tư vào thị trường hàng không đang lên của Campuchia, trên cơ sở kinh nghiệm của hãng hàng không Joy Air, Trung Quốc và nhà sản xuất máy bay AVIC Tập đoàn Công nghiệp Hàng không Trung Quốc.
- 17/4/2014: Thành lập Cambodia Bayon Airlines, ở Phnôm Pênh, Campuchia
- 21/8/2014: Kế hoạch được chấp thuận từ Văn phòng Thủ tướng Vương quốc Campuchia[2]
- 15/12/2014: Chiếc máy bay MA60 đầu tiên được bàn giao.
- 30/12/2014: Chuyến bay đầu tiên được thực hiện giữa Phnôm Pênh và Siem Reap [3]

- 12/4/2015: Khai trương đường bay đến Sihanoukville
- 1/7/2015: Khai trương đường bay quốc tế đến Sân bay quốc tế Tân Sơn Nhất, Thành phố Hồ Chí Minh, Việt Nam [4]

## Điểm Đến
- Sân bay quốc tế Phnôm Pênh
- Sân bay quốc tế Xiêm Riệp
- Sân bay quốc tế Sihanoukville
- Thành phố Hồ Chí Minh-Tân Sơn Nhất

Hãng đang có dự định mở rộng đường bay đến Băng Cốc, Singapore, Trung Quốc

## Đường bay
- Campuchia
  - Sân bay quốc tế Phnôm Pênh - Sân bay quốc tế Xiêm Riệp hàng ngày [3]
  - Sân bay quốc tế Xiêm Riệp - Sân bay quốc tế Sihanoukville hàng ngày
  - Sân bay quốc tế Phnôm Pênh - Sân bay quốc tế Sihanoukville 2 chuyến một tuần [5]
- Việt Nam
  - Sân bay quốc tế Phnôm Pênh - Thành phố Hồ Chí Minh-Tân Sơn Nhất hàng ngày [6]

## Đội bay

### Hiện tại
| Máy bay         | Đang có | Đặt hàng | Số ghế | Số ghế | Số ghế | Deliveries | Tuyến bay | Ghi chú                                         |
| Máy bay         | Đang có | Đặt hàng | C      | Y      | Total  | Deliveries | Tuyến bay | Ghi chú                                         |
| --------------- | ------- | -------- | ------ | ------ | ------ | ---------- | --------- | ----------------------------------------------- |
| Airbus A320-200 | 1       | 9        | TBA    | TBA    | TBA    | 2015       | Quốc tế   | Các máy bay khác sẽ được bàn giao từ Quý 3 2016 |
| Xian MA60       | 2       | 18       | -      | 60     | 60     | 2014       | Domestic  |                                                 |
| Tổng cộng       | 1       | 29       |        |        |        |            |           |                                                 |